# Feria (Badajoz)
Feria ist ein Ort und eine Gemeinde (municipio) mit 1.047 Einwohnern (Stand: 2024) im Zentrum der spanischen Provinz Badajoz in der Autonomen Gemeinschaft Extremadura.

## Lage
Der Ort Feria liegt knapp 63 km (Fahrtstrecke) südöstlich von Badajoz in einer Höhe von ca. 550 bis 590 m ü. d. M. Das Klima im Winter ist gemäßigt, im Sommer dagegen warm bis heiß; die geringen Niederschlagsmengen (ca. 615 mm/Jahr) fallen – mit Ausnahme der nahezu regenlosen Sommermonate – verteilt übers ganze Jahr.

## Bevölkerungsentwicklung
| Jahr      | 1857  | 1900  | 1950  | 2000  | 2016  |
| Einwohner | 2.712 | 3.307 | 4.347 | 1.435 | 1.197 |

Der deutliche Bevölkerungsrückgang in der zweiten Hälfte des 20. Jahrhunderts ist im Wesentlichen auf die Mechanisierung der Landwirtschaft und den damit einhergehenden Verlust an Arbeitsplätzen zurückzuführen.

## Wirtschaft
Während das Umland über Jahrhunderte in hohem Maße landwirtschaftlich (Oliven, Feigen) oder durch Viehzucht (Schafe, Ziegen, Schweine) geprägt war, ließen sich im Ort selbst auch Kleinhändler, Handwerker und Dienstleister aller Art nieder.

## Geschichte

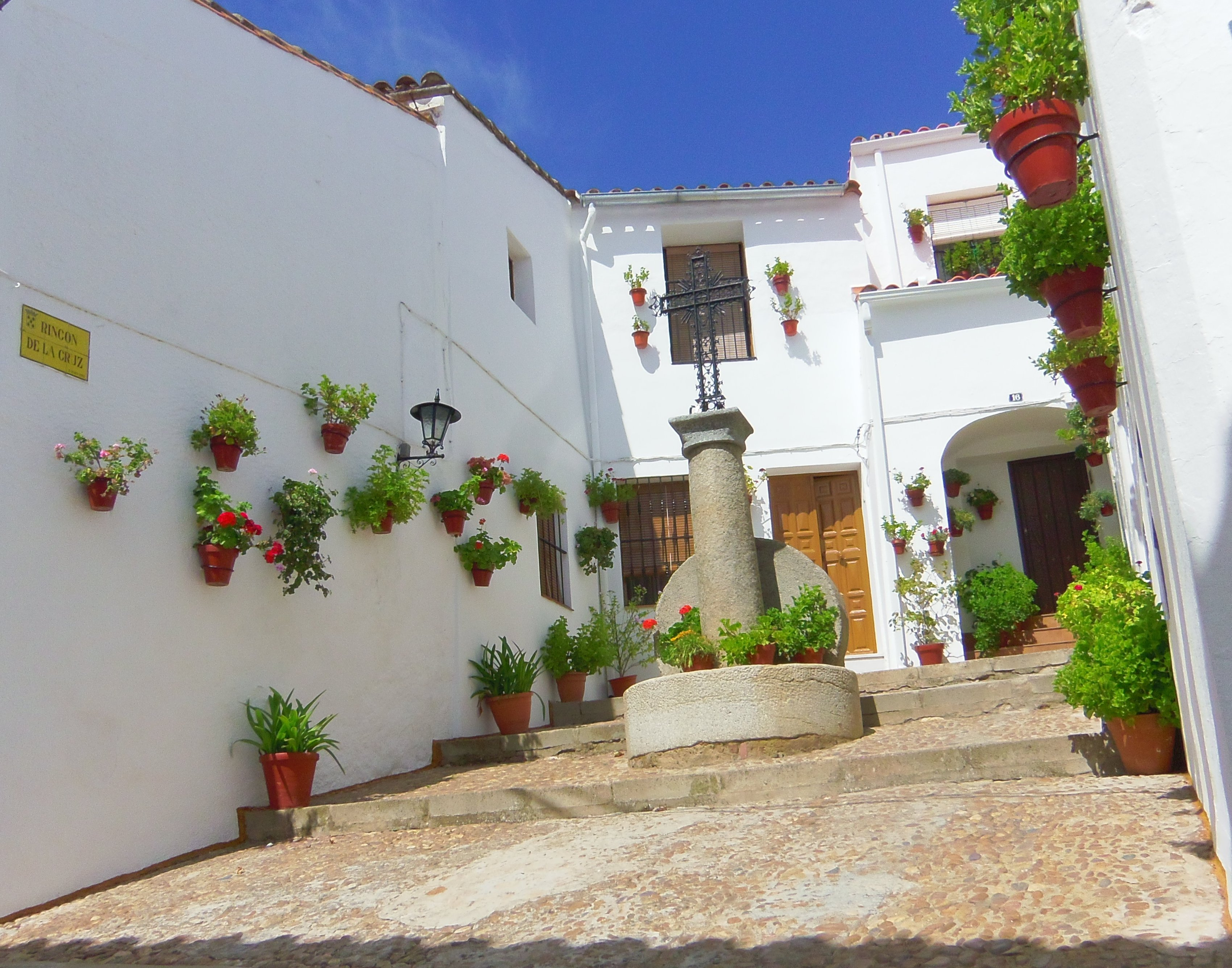
Feria – Rincón de la Cruz

Auf dem Gebiet der Gemeinde wurden prähistorische Kleinfunde gemacht und bereits die Kelten und Römer nutzten die strategische Lage des Burgbergs. Während westgotische Spuren fehlen, erbauten die Mauren eine kleine Festung (alcazaba). Nach der Rückeroberung (reconquista) durch die Christen im 13. Jahrhundert übergab der kastilische König Heinrich III. (reg. 1390–1406) im Jahr 1394 den Ort – zusammen mit dem nur knapp 18 km entfernten Zafra – an Gómez Suárez de Figueroa, den Großmeister des Santiagoordens, dessen aus fünf Feigenblättern bestehendes Wappen sich noch heute im Stadtwappen wiederfindet. Im Jahr 1460 wurde sein Nachfahr zum Grafen erhoben und Philipp II. (reg. 1556–1598) schuf im Jahr 1567 den Titel eines Herzogs von Feria.

## Sehenswürdigkeiten
- Der an den Ecken abgerundete Bergfried (torre del homenaje) der erst im 15. Jahrhundert errichteten Burg (castillo) überragt den Ort. Er ist umgeben von einer unregelmäßigen Festungsmauer, die durch kleine Türme mit rundem oder quadratischem Grundriss gesichert und stabilisiert wird. Der Bergfried hat ein spätgotisches Eingangsportal und mehrere Fenster im Maurischen Stil.[8]
- Mit dem Bau der imposanten Pfarrkirche San Bartolomé wurde im 15. Jahrhundert begonnen; sie wurde jedoch erst im 16. Jahrhundert vollendet.[9]
- Die im 18. Jahrhundert erbaute Ermita de los Santos Mártires steht am Ortsrand.[10]

Umgebung
- Unweit des Ortes befinden sich die Überreste einer megalithischen Ganggrabes (Dolmen Casa del Monje).[11] Weitere Dolmen sind über einen Rundweg (Ruta del Dolmen) erreichbar.